# Túpac Yupanqui
Túpac Yupanqui (Tupaq Inka Yupanki) var den tionde inkahärskaren. Han efterträdde sin far, Pachacútec, med vilken han samregerade med förmodligen vid 15–20 års ålder. Sedan hans far hade dött, tog han ensam makten. Han måste ha varit strax över 30 år gammal.

## Biografi
Under sin tid som Hatun Auqui och sedan som Inka ägnade han den största delen av sin tid till krigskampanjer för erövring, pacificering och även upptäckande. Man kallade honom ”Den resande Inkan”', på grund av hans långa bortovaron från Cusco, som sägs ha fört honom till platser som Mangareva, Rapa Nui, el Paso del Chacao och ett rikt land långt borta där han sedan grundade inkastaden Quito.
Han tog som huvudhustru sin fars syster Mama Ocllo Coya (med samma namn som den första Inkans hustru), med vilken han fick få barn. Men han efterlämnade många avkomlingar med sina konkubiner och sekundärhustrur. 
Túpac Yupanqui dog i Chinchero, möjligen förgiftad av sin hustru Chuqui Ocllo.